# Lydia Moss Bradley
Pour les articles homonymes, voir Moss et Bradley.
Lydia Moss Bradley était une riche philanthrope américaine notamment connue pour ses œuvres philanthropiques dans l'État de l'Illinois et la gestion autonome de sa fortune.

## Biographie
Née le 31 juillet 1816 à Vevay dans l'État de l'Indiana, Lydia Moss épouse Tobias S. Bradley en mai 1837. Ils s'installent ensuite dans la ville de Peoria, dans l'Illinois, et investissent dans l'immobilier et le domaine bancaire. À la suite du décès de son mari en 1867, Lydia Moss Bradley a continué à faire fructifier les affaires familiales et a poursuivi différentes œuvres philanthropiques, en particulier dans les domaines de la santé et de l'éducation.
En 1875, Lydia Moss Bradley devient la première femme membre du conseil d'administration d'une banque aux États-Unis en rejoignant la First National Bank of Peoria. Elle est également la première femme américaine à rédiger un contrat de mariage afin de protéger ses biens.
Elle a donné des terres à la Society of St. Francis afin de construire un hôpital et, en 1884, elle fait construire la Bradley Home for Aged Women, une pension destinée aux veuves et aux femmes sans enfant. Elle finance ensuite la construction d'une église universaliste à Peoria. Elle a également contribué à la mise en place du premier parc dans l'Illinois.
Le projet qui lui tenait le plus à cœur voit le jour en 1897 avec la fondation de l'institution universitaire Bradley Polytechnic Institute, désormais nommée « Bradley University ».
En 1998, cérémonie d'admission de Lydia Moss Bradley au National Women's Hall of Fame,.

### Source
- (en) Cet article est partiellement ou en totalité issu de l’article de Wikipédia en anglais intitulé « Lydia Moss Bradley » (voir la liste des auteurs).